# 弗雷德里克·泰勒·盖茨

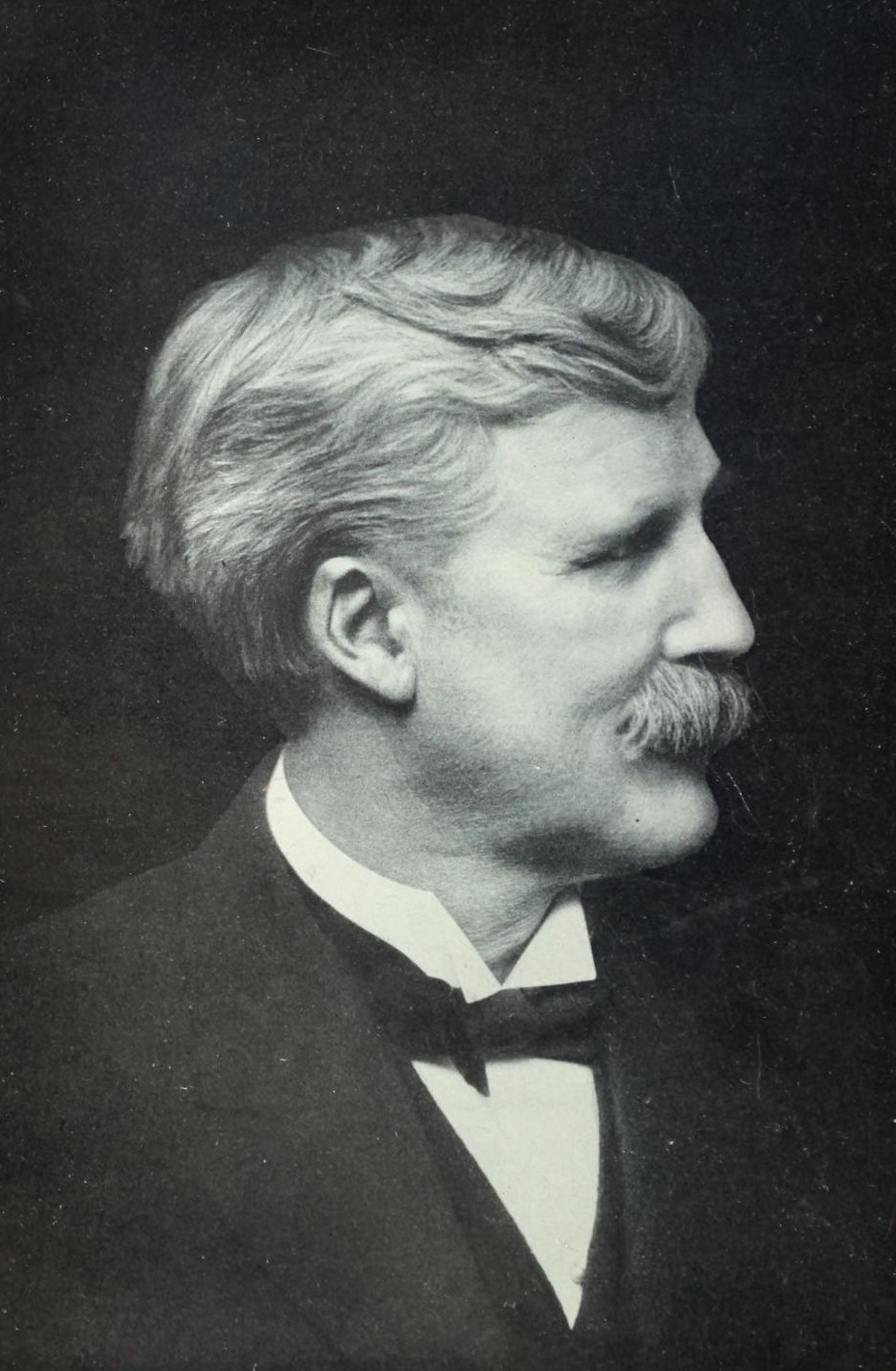
弗里德利克·泰勒·盖茨

弗里德利克·泰勒·盖茨（Frederick Taylor Gates，1853年7月22日—1929年2月6日）是一名美国浸信会教士。从1888年开始他是美国浸信会教育社团经理，从1907年至1917年他出任通识教育委员会主席。他是约翰·戴维森·洛克菲勒的顾问和财政管理人。

## 少年和教育
1853年出生在纽约州緬因的一个贫苦农村环境里，他的父亲是一个牧师。他们举家搬到堪薩斯州，在那里买了一座农场。盖茨高中时曾经不得不弃学在家里帮助工作来还债。最后他还是结束了中学，去羅徹斯特大學学神学和政治经济学。1877年他毕业并在大学里的神学班里教课。1880年他获得牧师地位。

## 在明尼阿波利斯任牧师和募捐
从1880年到1888年盖茨在明尼蘇達州明尼阿波利斯的浸信会中央教堂任牧师。在这里创建面膜帝国的大工业家查尔斯·阿尔弗雷德·皮尔斯伯里征求他的意见。皮尔斯伯里本来打算在遗嘱里把20万美元捐赠给一座学校。盖茨则说服他立刻向学校捐赠五万美元，前提是明尼苏达州的教会捐赠同样数量。在遗嘱里则捐赠剩下的15万美元。浸信会的领导对这个建议也很满意，他们让盖茨主持募捐。1888年他辞去牧师的职位，从教会会员中为明尼苏达州皮尔斯伯里学院募捐了六万美元。这是他第一次成功募捐，也为他找到了他的宿命。

## 1888年美国浸信会教育委员会经理
由于美国浸信会国内布道会只负责非裔美国人和美洲原住民的教育国内有人开始倡议建立一个在全国设立学院和学校的浸信会组织。这个倡议尤其在美国西方和南方获得赞成，但是在东方他的建议不受支持。最后1888年5月美国浸信会国内布道会成立。其目的在于倡导“在浸信会领导下在北美从事基督教教育”。由于盖茨和各方都有联系他成为逻辑性的选择，来调和各方的意见，平息争执。他是经理职的唯一候选人。
在他的回忆录里盖茨把布道会的成立称为是贫穷、教育困难的西部和南部队富有和教育良好的东部和新英格兰各州的胜利。
1888年盖茨离开明尼阿波利斯成为布道会的经理，他的年薪为2500美元。他立刻完成了一个按照人口分类各个信念的教育设施的表格：
- 37.3万浸信会成员在美国西部共设立有11座学校，1257名学生，其中约四分之一上高等学院。其不动产总值为881,670美元
- 14.5万公理会成员拥有八座高校，共1639名学生，其不动产总值为174.3万美元
- 11.9万长老宗成员也拥有11座学校，1874名学生，其不动产总值为243.7万美元
- 循道宗拥有21座学校，5651名学生，其不动产总值为530万美元

在美国西部大多数学校位于不重要的地方，对大多数地区的人来说没有吸引力，因此只有五分之一的浸信会学生去这些学校。它们在美国的影响力也很低。盖茨对于学院和神学院的调查更详细。最后盖茨的结论是芝加哥是办学校的最好选地。1888年10月15日他应芝加哥的浸信会去那里介绍他的主意。他强调学校需要在城市的中心，而不是在边缘地区。
1888年12月3日盖茨向基金会理事会提出了“在芝加哥创办一座大型学院，最终可能进化为大学，一座装备良好、榜样性、可以和大陆上的大学相比的大学的计划。芝加哥是西部的中心，是西部生活的源泉。一座浸信会学院能够把这座城市提升为智慧和宗教的光点，它的光会照亮从伊利湖到洛磯山脈的每个州和每个家庭。”出乎意料的是他的建议获得了理事会的同意。
1888年洛克菲勒对资助大学的兴趣大大减弱，他虽然听取盖茨的游说，但是他的回答很含糊。后来盖茨在洛克菲勒的书信中找到了答案。当时有三个地方在游说洛克菲勒资助建造大学：芝加哥、华盛顿哥伦比亚特区或者费城和纽约。此外全国各地都有学校和学院呼吁洛克菲勒资助。

## 创办芝加哥大学
11月盖茨把他的计划交给洛克菲勒，并邀请他与芝加哥的负责人会面。1889年洛克菲勒邀请盖茨一同进午餐，并让盖茨把布道会的经济总观带来。此后他邀请盖茨陪他一起乘火车去克里夫蘭。在行途中他们讨论了美国浸信会布道会的目标、任务和人物。盖茨没有要求洛克菲勒就芝加哥大学的事情表态。盖茨的印象是，洛克菲勒是个实干家，他认为大学的计划还不成熟，因此他给洛克菲勒看一封事先准备好的邀请芝加哥浸信会领导任务和富有人家的邀请信，请他们来一同讨论地点以及其它细节问题和其中的衍生问题。洛克菲勒同意，盖茨邀请了芝加哥的人于1889年4月初到纽约。在这里他们一起制定了一个计划并把这个计划送给洛克菲勒。洛克菲勒对盖茨的印象非常好。此后不久布道会获得了500美元的营业费。同时他写信给所有参与人，一切关于芝加哥大学的事物都将通过布道会办理。一个月后布道会为其已经到达的工作成果获得了十万美元，分十批每月一万美元支付。
1889年5月在他去波斯顿参加布道会年会的路上他第一次照访纽约洛克菲勒的住宅。他们两人同意大学需要一百万美元。洛克菲勒一开始愿意捐赠40万美元。次日两人再次会晤，在洛克菲勒家前的人行道上散步讨论。盖茨告诉洛克菲勒芝加哥的浸信会无法补充60万，或者甚至于50万美元。盖茨可以想象的数目为40万美元，因此洛克菲勒需要提供60万。最后洛克菲勒同意，盖茨在过去几个月的不肯定后听到这个允诺“感到非常感动”。在纽约的办公室里所有必须的文献都准备好。洛克菲勒要求盖茨在所有他的要求满足之前保密。洛克菲勒的要求主要是对于学校的设置的要求：它必须是一座高校，可以在未来建造成大学。高校可以附属一座科学院。它必须建造在市内，而不是在市郊。其校园面积至少10公顷。校长和2/3的领事会成员必须是浸信会成员。学校要男女平等。秘书（盖茨）必须保证协议获得遵守，并募捐剩余的40万美元。
最后在波斯顿的年会上芝加哥的计划也被批准，所有条件被接受，因此盖茨可以公布他们必须在一年内募捐40万美元。盖茨兴高采烈地赴芝加哥并和托马斯·古德斯皮德一起开始了为期一年的募捐活动。这是盖茨与古德斯皮德以及威廉·雷尼·哈珀和洛克菲勒长期合作建造芝加哥大学的开始。芝加哥大学于1892年建成。在此后十年里洛克菲勒通过盖茨为这座大学的建造和运营共捐赠了3600万美元.。
在1890年代里盖茨为洛克菲勒通过布道会向34所不同的学校分布了539069.24美元的捐款。

## 洛克菲勒的经济管理人
慢慢地洛克菲勒开始赞赏盖茨的经营能力。1891年9月他把自己公司帝国里的重要任务交给盖茨。作为经济管理人盖茨开始仔细股价标准石油外的集团资产。洛克菲勒信任他的投资和重组公司，他还给他助手、机密信息和信任。盖茨购买股份来获得对公司的控制，取代公司经理。其它公司被卖掉。最后盖茨成为洛克菲勒大多数控制的13个公司的经理。他回顾说“没有任何其他拥有公司责任的人像我这么愉快。”
1890年梅里特家族在梅萨比岭开设了第一座铁矿，这个家族在明尼苏达州北部梅萨比岭里拥有大量采矿的特权。1891年他们开始修建通向那里的铁路，但是由于股跌他们被迫停工。他们的债主要他们偿还贷款，但是他们没有这么多钱，因此想洛克菲勒求救。洛克菲勒和盖茨同意，但是要求他们把他们公司的大量股份让给洛克菲勒。梅里特家族被迫同意。由于当时货币市场非常不稳定，洛克菲勒不得不使用他自己的信用来筹备这么多现款来偿还欠铁路工人的工钱。市场稳定后盖茨和洛克菲勒分析了情况，他们在梅萨比岭的铁矿里投资了许多百万，但是没有人想买他们的股票，相反地，所有人都要出卖他们手里的股票。他们把所有这些股票都买下来。1894年股票继续下跌，梅里特家族被迫把他们剩余的股份也卖给洛克菲勒来偿还他们欠的一百万美元。1895年梅里特家族上告洛克菲勒欺诈。家族里只有一人能够保存他的股份，后来这些股份合并入了美国钢铁公司。盖茨后来就此事件写了一本书。
这样一来盖茨和洛克菲勒拥有了一个大的铁矿的确。当地的一些矿石可以使用蒸汽采矿机开采，其成本为每吨数分。但是他们还缺乏把矿石运输到市场的运输方法。洛克菲勒和他在克里夫兰就有老交情的竞争者塞缪尔·马瑟合作。马瑟有船把他的矿石从马凯特通过苏必利尔湖运往克里夫兰。洛克菲勒的矿石来自杜魯斯，和马瑟的不竞争，因此马瑟同意帮助洛克菲勒和船厂交涉用三百万美元造六条运输船。最后他一共找到了十二条铁船。出自竞争的思考马瑟不愿提供更多船只。盖茨想起一个老朋友，他虽软对船只一无所知，但是非常可靠。这个人叫拉蒙特·蒙特哥马利·鲍尔。鲍尔监督船只的建造，一直到它们付诸使用。他甚至发明了一种锚，后来其它船只也使用这种锚。杜鲁斯的码头建成后1894年六十万吨来自洛克菲勒的铁矿的矿石可以被运出。
到1901年为止洛克菲勒一共有26条船。
1901年洛克菲勒把他的铁矿卖给约翰·皮尔庞特·摩根，摩根把他自己和安德鲁·卡内基的钢铁帝国合并创办了美国钢铁公司，据传洛克菲勒获得了8000万美元，其中可能包括美国钢铁公司的股份，这样他估计一共赢利5000万美元。
盖茨的职务越来越多，他领导的公司越多，给他发工资的公司也越多。10年后他的年收入达到三万美元。他在洛克菲勒的公司里投资了六万美元。1902年他把他的股票卖掉的时候他获得了50多万美元。他在新泽西州蒙特克莱尔建了一幢房并把他的家搬到那里。
盖茨对洛克菲勒的私人财产了如指掌，他警告洛克菲勒说：“你的财产像雪崩一样堆积起来，你必须跟随上它的步伐。你必须像它增长一样分配它！假如你不这样做的话它会把你、你的孩子和孩子的孩子压死。”

## 和小洛克菲勒合作
1897年小约翰·D·洛克菲勒从布朗大学毕业后他小心翼翼地在他父亲的帝国里寻找一个自己的地位。在经济和商业方面他找不到地方，因为这些地方完全被他父亲控制着，他自己对此也不很感兴趣。一个他可以成名，也可以使他的家庭出名的领域在于慈善事业。因此他步入盖茨的办公室。当时他23岁，毫无经验，很害羞，而盖茨比他大20岁，有经验，很自信。小洛克菲勒根盖茨学，盖茨则让他从自己的成功和失败里吸取经验。
1901年小洛克菲勒和50名富人应邀去南部各州去视察当地的教育状况。他们参观了一个位于弗吉尼亚的师范学校和一个农业学校。在塔斯基吉研究所他们遇到了任校长的布克·華盛頓。最后他们在北卡罗来纳州温斯顿-塞勒姆参加南部教育委员会的会议。小洛克菲勒把这次旅行称为“毕生最重要的之一”。回家后他设立了一个工作组来研究资助南部各州教育工作的方案。
小约翰·洛克菲勒在盖茨和他父亲的关系中占了一个中心角色。

## 创办通识教育委员会
1902年1月15日小洛克菲勒把他的计划展示给一批来自南方的教育家并获得热烈赞同。他还宣布他父亲已经同意在未来十年里支付一百万美元。一个月后他们相这些教育家展示了设立一个称为通识教育委员会的新组织的文件。该组织的目的在于“不管人种、性别或信仰促进美国的教育”，并向媒介介绍了他们的计划。
1903年1月美国参议院认可通识教育委员会，委员会的住址因此在华盛顿。
一年半委员会开始工作后老洛克菲勒又给了3200万美元。
到1921年为止洛克菲勒向通识教育委员会捐献了1.29亿美元。通过精明的投资到1964年委员会停工为止它可以一共开支3.246亿美元。

## 主捐款人
盖茨是洛克菲勒的主捐款人，他自己相信进步会为人类带来福利，因此他帮助洛克菲勒创建了一个“科学捐款”的系统。这个运动最著名的领导人是弗雷德里克·温斯洛·泰勒，他说，要解决一个问题只有一个正确的方法。
在他的领导下洛克菲勒的福利事业开始显现出现代慈善事业的特征：拥有战略性的宏规，分多个部门，提供有时限的钱财，使用科学、技术和新的社会科学专家的研究来寻找防止浪费的方法，目的在于使得社会现代化。
1901年洛克菲勒医学研究所（今天的洛克菲勒大学）按照他的计划设立，他是该研究所多年的理事。
1905年盖茨又向洛克菲勒建议设立一个基金会。他建议这个设施定义“人类进步”的工作方面以及管理其财富。通过一次性的捐献“可以在称职的领导下长期提供投入高等教育的资金”。他建议了不同的工作方面，比如一个大的基金来提高美国的高等教育，一个促进全世界医学教育的基金以及一个促进艺术的基金。“这些基金会应该大到一个人进入其理事会后立刻会成为一个公众知名的人。这些企业应该雇用整个人类最杰出的人物。”
1902年11月埃达·塔贝尔公布了她第一篇关于标准石油的报告，到1904年10月她一共公布了19篇调查，揭露了一些买卖的幕后。这些文章对洛克菲勒在公众的名声打击很大，洛克菲勒本人也深受打击。当时的照片显示他的健康似乎也受到了影响。1906年美国政府在密苏里上告要求根据1890年休曼法案解散标准石油。1907年标准石油因为违反反托拉斯法案被罚2900万美元，1911年法院宣布把他的帝国分为34个公司。在这段时间里洛克菲勒没有设立基金会的心思。

### 洛克菲勒消除钩虫卫生委员会
1902年一名美国公共卫生和海军医院的医生强调了美国南部各州钩虫对当地民众健康施加的威胁。当地温暖潮湿的气候，加上许多农村地区当时没有厕所使得地面受屎尿污染。许多农村里的人光脚，钩虫可以在脚丫子间通过血液进入心和肺。通过咳嗽它从肺里出来被吞入肠里，钩虫用钩钩住肠并开始排卵。由于钩虫吃血，因此它导致贫血和贫铁，影响人的健康。
1909年10月26日资金为100万美元的洛克菲勒消除钩虫卫生委员会在美国公共卫生和海军医院的合作下成立。1910年委员会在华盛顿设立办公室，其目的在于向各个州提供信息。它也支付各地的职员。每个州命名一名卫生指导，他必须获得委员会的同意。他对该州的行动负责。他命名在各地的检查员。他们调查被传染的地区和传染的范围，雇用当地的职员，向媒体做解释，与医生合作护理病人，检查学校和宣传防御方法，避免新的感染和避免地面污染。治疗方法和不舒服，病人必须喝藜或百里酚来杀钩虫，此后必须喝泻盐来把杀死的钩虫排泄出来。一些病人第一次就治愈，有些甚至要治疗五次。
这个行动一共维持了五年。1914年委员会发表了其年度报告，在这个报告里还包括防止扩展的卫生措施以及给医生的建议。整个行动成果很大，但是没有能够完全消灭钩虫。

## 洛克菲勒基金会
1910年盖茨终于能够向公众展示洛克菲勒基金会的计划。这个基金会的福利事业针对全人类，因此比通识教育委员会广。其资金可以灵活地投入任何基金会认为合理的世界上任何地方的项目。1910年3月2日美国众议院接受了成立合同来制定一份相应的法令。但是众议院里对基金会的庞大有异议，有些议院怕基金会会过分强大，因此提出了一些额外条列，基金会接受了这些条例。1911年1月20日众议院同意，此后参议院讨论两次。基金会要求讨论在1912年3月4日前决定，否则的话基金会将在一个州成立，而不受美国政府管理。最后参议院还是否决了。1913年5月14日纽约州长威廉·苏尔泽签署了该合同。
5月22日首次总会召开，当时39岁的小约翰·洛克菲勒被选为主席，他把基金会当作他的毕生之作，盖茨则从此退入幕后。
1913年12月5日第一批捐款十万美元被发放给美国红十字会在华盛顿购买地面作为其基地以及树立纪念美国内战里护理病人和受伤人员的妇女的纪念碑。

### 美国中华医学基金会
盖茨抱怨说在中国的传教士对疾病视而不见，只是用西方医学当作“奇迹”来说服临死的病人扳依。他则希望启蒙和防御，因此于1914年在纽约组织了美国中华医学基金会，这是他最后的一项大项目。1915年基金会购买了1906年由新教传教士创办的北京协和医学院。第一次世界大战后该医学院继续扩建，1921年成为一座真正的医学院。它是美国中华医学基金会的主要工作重点。
1923年盖茨向洛克菲勒基金会的理事会提出给美国中华医学基金会2.65亿美元的经费。这个数额能够使得中国的医学水平达到世界一流，能够排除教会对中国医学和护理工作的影响。理事会不同意。盖茨成为他自己“专家统治”理念的牺牲品——专家不同意他对中国和医学的展望，他被孤立，最后退休。
1929年2月6日该次在亚利桑那州凤凰城因肺炎逝世。他毕生有一名妻子和四个儿子。
盖茨完全改变了慈善基金会的设立和如何有效地投入捐款。
通过他的创新他给慈善业开发了一个新的发展方向，也使得后代对洛克菲勒的看法产生了很大的改变。
他回顾自己的一生说：“实际上我是一个实质是神职人员的生意人”。

## 出版物
- Frederick Taylor Gates: Chapters in My Life. The Free Press New York 1977. ISBN 978-0029113509
- The truth about Mr. Rockefeller and the Merritts [约 1897] Cornell University Library 2009. ISBN 978-1112197475
- The country school of to-morrow 出版社: General Education Board, New York 1913
- Our American ancestry 1928 – 6页
- wordcat

## 文献
- Kenneth W. Rose: John D. Rockefeller, The American Baptist Education Society, and the Growth of Baptist Higher Education in the Midwest. (PDF; 55 kB).
- Raymond Blaine Fosdick: The Story of the Rockefeller Foundation. Harper & Brothers 1952 . 新版: Transaction Publisher, 1989年3月. ISBN 978-0887382482.
- Raymond Blaine Fosdick: Adventures in Giving: The Story of the General Education Board. Harper and Row, New York 1962.
- Paolo Lionni: The Leipzig Connection: Sabotage of the US Educational System. （页面存档备份，存于） Basics in Education 1. Heron Books 1993. ISBN 978-0897390019.
- E. Richard Brown: Rockefeller Medicine Men. Medicine and Capitalism in America. University of California Press 1979. New edition Februar 1981. ISBN 978-0520042698.
- John D. Rockefeller in: Bertie Charles Forbes: Men who are making America. B.C. Forbes Publishing Co. New York, 1917.
- Ida M. Tarbell: THE HISTORY OF THE STANDARD OIL COMPANY
- John D. Rockefeller: Random Reminiscences of Men and Events. Doubleday, Page & Company, New York 1909. 古腾堡项目. The Minerva Group, Inc., 2003. ISBN 978-1410206305.
- Lawrence J. Friedman und Mark D. McGarvie: Charity, Philanthropy, and Civility in American History. Cambridge University Press 2002. ISBN 978-0521819893.
- Richard Hudelson und Carl Ross: By the Ore Docks: A Working People's History of Duluth. University of Minnesota Press 2006. ISBN 978-0816646371.
- David A. Walker: Iron Frontier: The Discovery and Early Development Of Minnesota's Oil. Minnesota Historical Society Press; 1 edition 2004, ISBN 978-0873514910.
- Paul de Kruif: Seven Iron Men: The Merritts and the Discovery of the Mesabi Range (Fesler-Lampert Minnesota Heritage). University Of Minnesota Press 2007. ISBN 978-0816652624.
- W. Bruce Bowlus: Iron Ore Transport on the Great Lakes: The Development of a Delivery System to Feed American Industry. McFarland, 2010 ISBN 978-0786433261.